# 카렌 카라페탼

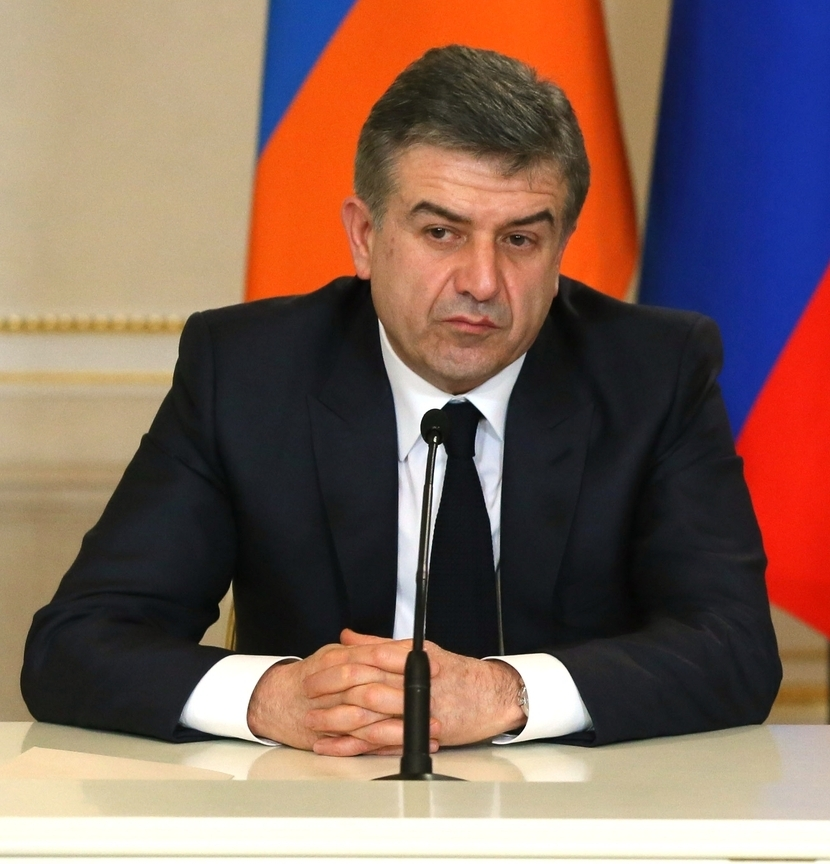
카렌 카라페탼

카렌 빌헬미 카라페탼(아르메니아어: Կարեն[Karén,(kərén)] Վիլհելմի Կարապետյան,/또는 카르엔 카라페티안, 1963년 8월 14일 ~ )은 아르메니아의 정치인이자, 경제인이다.

## 생애
카렌 카라페탼은 1963년 8월 14일 소비에트 연방 아제르바이잔 소비에트 사회주의 공화국 나고르노카라바흐 자치주에서 태어났다. 예레반 국립 대학교에 재학했고, 2001년부터 9년간 러시아 국영 가스기업 가스프롬의 아르메니아 법인인 가스프롬 아르메니아의 최고경영자로 일했다. 이후 2010년 12월부터 1년 동안 아르메니아의 수도인 예레반에서 시장직을 역임했다.
2016년 9월에 전임 총리인 호비크 아브라하먄 총리가 반정부 시위에 책임으로 사임하여, 총리로 지명되었다. 2018년 세르지 사르키샨 대통령이 퇴임과 함께 총리로 오르면서 잠시 물러났으나, 얼마 못 가 사임하는 바람에 일단 임시로나마 복귀한 상태이며. 이후 5월 8일 후임 총리 니콜 파시냔에게 권력을 이양하고 퇴임하였다.

## 참고
1. ↑  “아르메니아 새 총리에 러 국영기업 간부출신 카라페티안”. 2016년 9월 14일.

| 전임 호비크 아브라하먄 세르지 사르키샨 | 아르메니아의 총리 2016년 9월 13일 ~ 2018년 4월 17일 2018년 4월 23일 ~ 2018년 5월 8일 | 후임 세르지 사르키샨 니콜 파시냔 |